# Beefalo

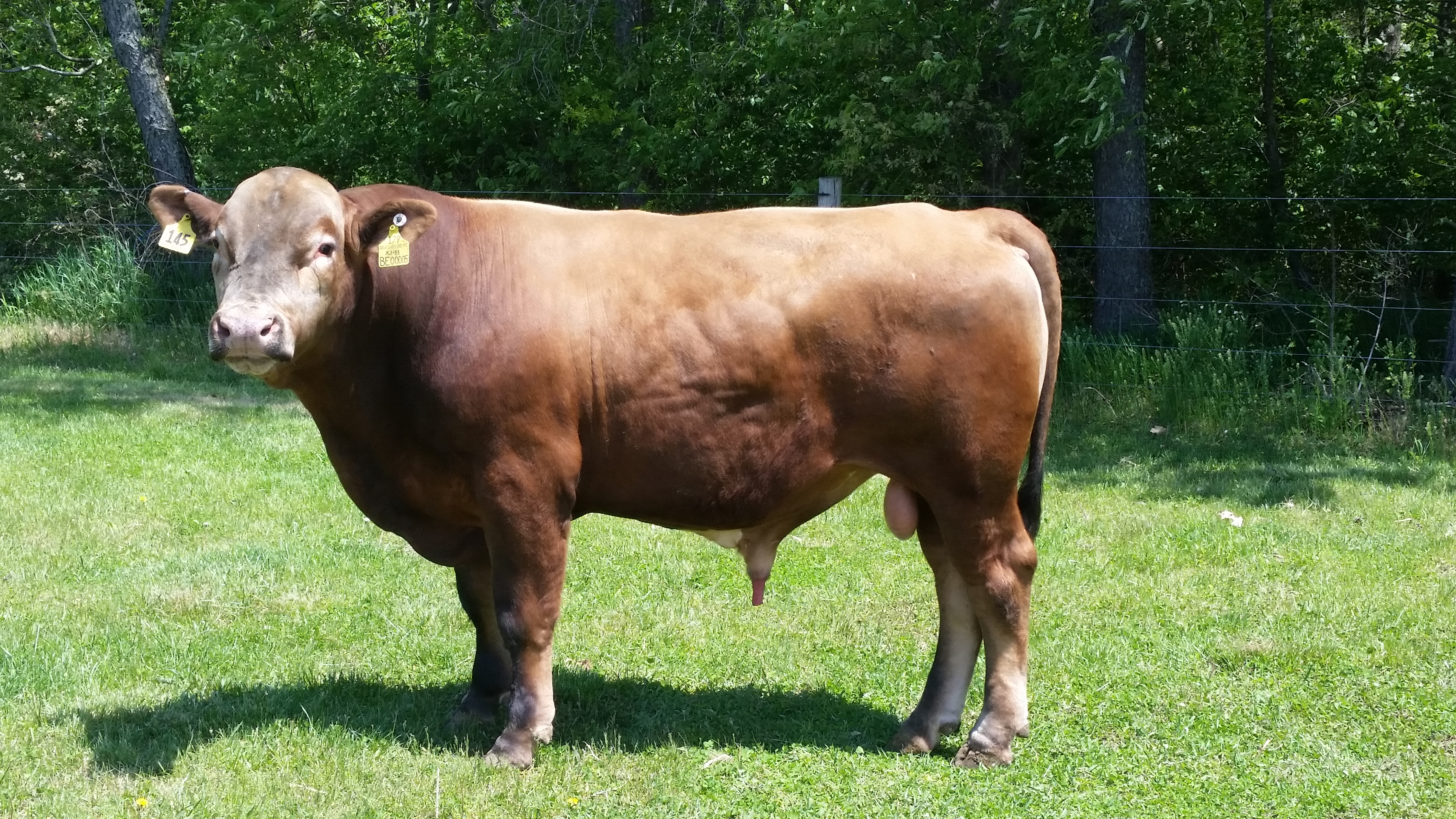
Beefalo

Das Beefalo ist ein seit Mitte des 19. Jahrhunderts durch Kreuzung des Amerikanischen Bison mit Hausrindrassen entstandenes Rind. Der Name ist ein Kofferwort aus den englischen Wörtern Beef für Rindfleisch und Buffalo als Trivialname für den Bison. Zum Kreuzen werden verschiedene Hausrindrassen verwendet. Das Beefalo soll widerstandsfähiger und pflegeleichter sein. Das Fleisch des Beefalo ist magerer als das des Hausrindes.
Kreuzungen mit mehr als 3/8 Bison werden als Bison-Hybrid bezeichnet. Die gezielte Entwicklung der Rasse begann in den 1970er und im Jahr 1983 wurde das Beefalo World Registry aufgesetzt. 
Beefalo haben äußerlich wenig Ähnlichkeiten mit einem Bison, ihr Erscheinungsbild ist von den jeweils eingekreuzten Rinderrassen abhängig.